# Сатанинские аяты
Сатанинские аяты (араб. آيات شيطانية‎) — предполагаемые строки из Корана, которые, согласно определённым историкам и исламоведам, были временно включены в текст, чтобы примирить языческих соплеменников пророка Мухаммеда, когда он вернулся из Эфиопии в Мекку. Этот эпизод описывает призыв пророка языческим богиням ал-Лат, ал-Уззу и Манат под видом «ангелов чтимых» в суре 53 между аятами 19 и 20. Впоследствии Мухаммед отрёкся от этих строк, объявив их вдохновлёнными шайтаном. Неопределённость вокруг сатанинских аятов подчёркивает сложность истории ислама и разнообразие трактовок, связанных с его истоками и формированием.

## Основания
Ряд историков и исламских богословов приводит этот эпизод сиры в своих сочинениях, например, ат-Табари в «Истории пророков и царей», а также ибн Исхак в своём «Жизнеописании пророка Мухаммада», а за ним ибн Хишам в своей обработке «Жизнеописания». Помимо появления в тафсире ат-Табари, история описывается в тафсирах Мукатиля ибн Сулеймана, Абд ар-Раззака ас-Санани, Ибн Касира, насхе Абу Джафара ан-Наххаса, а также в более поздних работах Джалалуддин ас-Суюти. Эти историки и хадисоведы описывали различные предания, которые доводилось им слышать. Однако они не всегда проводили исследования о том, насколько достоверны описываемые ими события. Эти исследования были проведены мусульманскими мухаддисами позднее. Как и многие другие авторы сунны, они не настаивали на истинности преданий, а просто описывали их так, как им довелось это слышать. Тем не менее со времён исламоведа Вильяма Мьюра, историчность этого эпизода в значительной степени признавалась светскими учёными. Уильям Монтгомери Уотт и Альфред Гийом утверждали, что истории об этом событии в биографии Мухаммеда правдивы, основываясь на том, что фальсификация мусульманами жизнеописания пророка в подобном нелестном ключе неправдоподобна: «Мухаммед, должно быть, публично декламировал сатанинские аяты как часть Корана; немыслимо, чтобы эта история могла быть выдумана мусульманами или навязана им немусульманами». Историк-востоковед Максим Родинсон считает, что рационально принять это как истину, потому что богословы, стоящие у истоков исламских традиций, не могли бы сами придумать столь разрушительную для откровения в целом историю.
Мухаммед и сам сомневался в «божественном откровении», переданном ему Джибрилем. Он думал, что его морочит злой дух. Поначалу Мухаммед испытывал ужас при мысли об источнике его «откровения», но затем его жена Хадиджа успокоила его, заявив, что это послание от Аллаха. Позже Мухаммед неоднократно хотел сброситься со скалы, так как по-прежнему считал себя одержимым.
Некоторые учёные считают, что подтверждения этой истории есть в самом Коране, суре Ан-Наджм.

## Критика
В то же время иные мусульманские богословы, основываясь на своем личном мнении[каких?], считают эту историю сфальсифицированной. По их мнению, эта история выдумана врагами ислама и была опровергнута муфассирами (комментаторами Корана), мухаддисами (специалистами по хадисам) и исламскими историками. В опровержение этой истории были составлены отдельные труды, например книга Насируддина аль-Албани, под названием «Nasb al-majānīq li-nasf al-gharānīq».
По мнению А. А. Али-заде и В. С. Полосина, историки просто описали слухи, которые циркулировали среди прочих народных слухов. Никакой ценности как факт истории они не представляют. Текстологический анализ показывает абсолютную невозможность вставки в суру «Ан-Наджм» указанных «сатанинских, многобожеских» аятов.

## Ответ на критику
Инцидент с сатанинскими аятами рассматривается критиками доказательством происхождения Корана как человеческой работы Мухаммеда. По мнению Максима Родинсона эта ситуация – «сознательная попытка достичь поддержки со стороны арабов-язычников», которая затем была отвергнута как несовместимая. Так как Мухаммед понимал что не в состоянии будет ответить на критику иудеев и христиан, и был готов принять «враждебное отношение» язычников. Родинсон полагает, что история сатанинских аятов вряд ли была выдуманной, так как это был «один случай, который можно логически принять за правду, так как основатели исламской традиции не изобрели бы историю с такими разрушительными последствиями для откровения в целом». Уильям Монтгомери Уотт (христианский священник) считает: «Нет личных интересов у Мухаммеда отвергнуть предложение мекканцев, оно явно было из-за религиозных причин; он не доверял этим людям ни потому, что личные амбиции останутся неудовлетворенными, а потому, что признание богинь приведет к провалу миссии, которую ему дал Аллах».